# Саба (притока Луге)
Саба (рус. Саба) река је на северозападу европског дела Руске Федерације која целим својим током протиче преко територија Волосовског и Лушког рејона на југозападу Лењинградске области. Лева је притока реке Луга и део басена Финског залива Балтичког мора.
Свој ток започиње као отока Красногорског језера које се налази у централном делу Лушког рејона (отиче из југозападног дела језера), углавном тече у смеру запада и након 90 km тока улива се у реку Лугу на њеном 102. километру узводно од ушћа. Укупна површина сливног подручја реке Сабе је 1.320 km².
Њене најважније притоке су Керина, Сарка и Белка са десне, и Јелеменка, Луња и Лужинка са леве стране. На обалама реке налази се неколико мањих села од којих су највећа Велики сабск и Осмино.